# Zooarchitektur
Als Zooarchitektur wird ein Zweig der Architektur bezeichnet, der die Konzeption und Gestaltung von Gehegebauten in zoologischen Gärten umfasst. Unter Gehegebauten sind sowohl Gebäude als auch Außenanlagen zu verstehen, die der Haltung und Präsentation von Tieren dienen. Aufgrund der Gestaltung von Außenanlagen greift die Zooarchitektur auch viele Aspekte der Garten- und Landschaftsarchitektur auf.
Traditionell haben sich nur sehr wenige Architekten auf diesen architektonischen Randbereich spezialisiert, zumal sich die Planungen sehr stark an Kriterien der Tierhaltung und Verhaltensforschung zu orientieren haben. Dies setzt die Zusammenarbeit mit Biologen und Zoofachleuten voraus, deren Vorgaben die Planungen dominieren. Zudem waren zoologische Gärten nur vereinzelt in der finanziellen Lage, größere Projekte zu realisieren. Ausnahmen sind aber beispielsweise die Zoobauten von Heinz Graffunder etwa für den Tierpark Berlin oder das Pinguinbecken im London Zoo von Berthold Lubetkin.

## Kriterien
In der Zooarchitektur sind der künstlerischen Freiheit der Architekten durch bestimmte Kriterien sehr enge Grenzen gesetzt. Bei öffentlichen Ausschreibungen versuchen Zoos deshalb bestimmte Projekte an eine Vielzahl von Vorgaben zu binden. Dies gelingt nicht immer, da bei den öffentlichen Ausschreibungsverfahren oft die Träger der Zoos, meist Kommunen, mitentscheiden. Daher wurden und werden viele Bauten realisiert, die zwar architektonisch interessant sind, aber sich unter Gesichtspunkten der Tierhaltung als fehlerhaft und teilweise auch als nicht artgerecht erweisen.
Folgende Kriterien sollten daher bei der Gestaltung von Gehegen beachtet werden:
- Tierpflegerisch-funktionelle Aspekte
- Verhaltensbereicherung (Behavioural Enrichment)
- Bewegungsfreiheit
- Attraktivität für Besucher („Erlebnisarchitektur“)
- Naturnähe

Einige dieser Kriterien wie die Verhaltensbereicherung und die Bewegungsfreiheit müssen bei jeder Tierart, für die ein Gehege geplant wird, neu festgelegt werden. Aufgrund der fortschreitenden Erkenntnisse der Verhaltensforschung unterscheiden sich Neuplanungen immer wieder von älteren Gehegebauten. Auffallend ist zudem, dass einer Tierart bei Neuplanungen zunehmend mehr Raum zur Verfügung gestellt wird. Gehegebauten beanspruchen demnach immer größere Flächen, was bei einigen Zoos mit begrenzten räumlichen Möglichkeiten zu Problemen führen kann.

## Geschichte

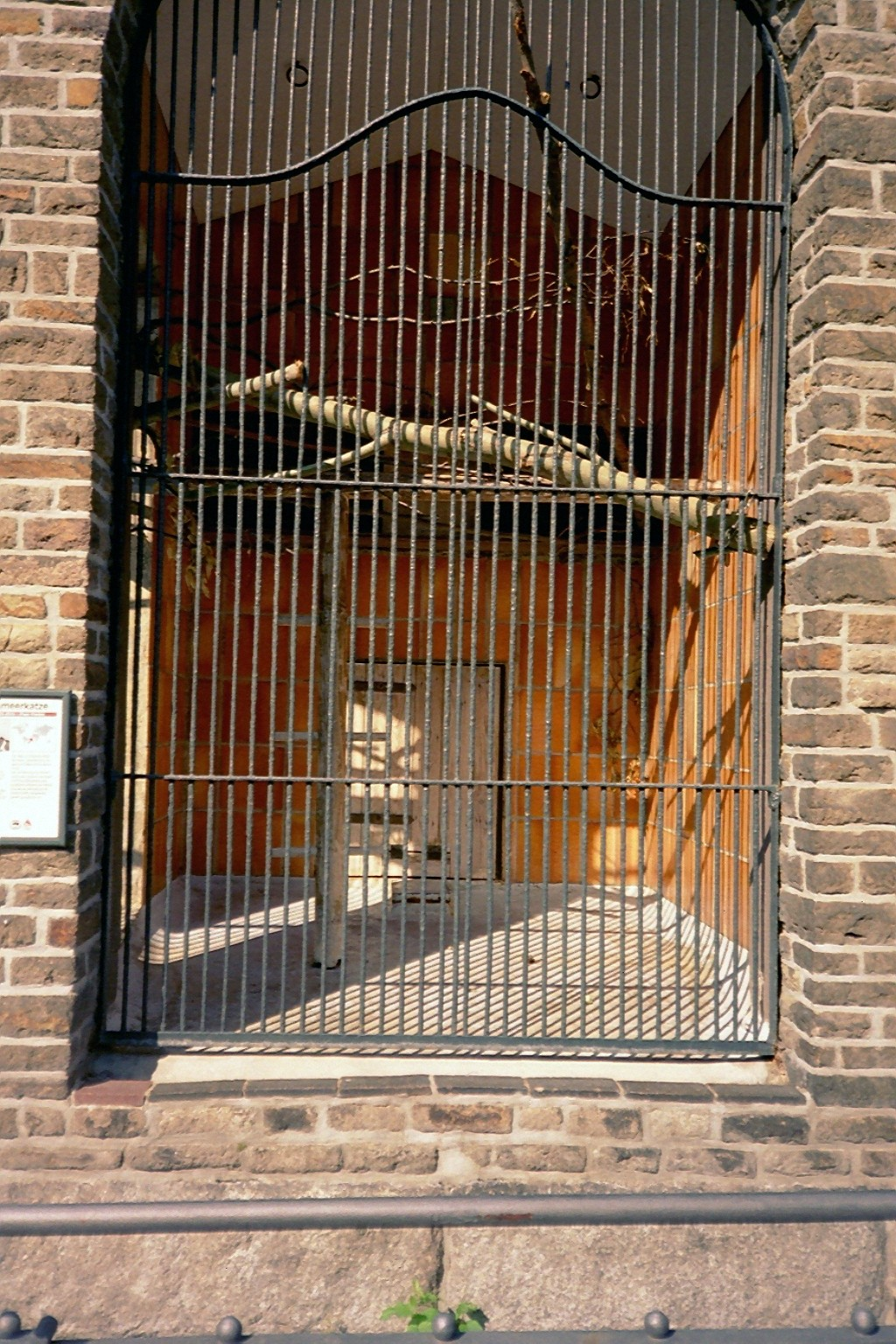
Käfig im 1902 erbauten Tieraffenhaus des Leipziger Zoos

Die Zooarchitektur hat sich immer wieder verändert und dem wachsenden Verständnis für die Bedürfnisse der gehaltenen Tiere angepasst. Bauten in Zoos wurden abhängig von ihrer Zeit völlig unterschiedlich konzipiert und gestaltet. Die Forschung geht inzwischen von fünf Entwicklungsphasen aus:
1. Ausstellungspavillons im Kolonialstil
2. gitterlose Gehege nach Vorbild des Hamburger Tierpark Hagenbeck
3. funktionalistische Bauten mit der beginnenden Moderne
4. Renaturierung und Verlandschaftlichung und schließlich
5. Erlebnisarchitektur zur Markenbildung für die Zoologischen Gärten.[1]

### Vom Gitterkäfig zum Freigehege
Basierend auf der Architektur der höfischen Menagerien waren in den Zoos des 19. und frühen 20. Jahrhunderts die Tiere zum Teil Dekorationsobjekt für exotische Bauten, wie das Antilopenhaus im Zoologischen Garten Berlin. Viele dieser architektonisch interessanten Bauten aus früher Zoogeschichte stehen heute unter Denkmalschutz und können deshalb nur geringfügig geändert werden. Der Widerstreit zwischen Denkmalschutz und Tierschutz schränkt die tiergärtnerische Nutzungsmöglichkeiten erheblich ein. Ein Beispiel dafür ist der Tiergarten Schönbrunn, der zum Weltkulturerbe gehört und der sich in seinen engen geografischen Grenzen der modernen Zootierhaltung anpassen musste, ohne die äußere Architektur zu verändern.
Die Zooarchitektur hat sich im 19. Jahrhundert aus der Garten- und Landschaftsarchitektur heraus entwickelt, da die frühen Zoos neben ihrer wissenschaftlichen Ausrichtung auch Flanierparks für das großstädtische Bürgertum waren. Der Gartenarchitekt Peter Joseph Lenné beispielsweise konzipierte den 1844 gegründeten Zoologischen Garten Berlin im Stil eines englischen Landschaftsgartens. Auch der 1861 als vierter Zoo Deutschlands eröffnete Dresdner Zoo basierte auf einem Entwurf von Lenné, er wurde jedoch im Zweiten Weltkrieg weitgehend zerstört.
Als Gehegebauten dominierten bis weit ins 20. Jahrhundert relativ kleine Gitterkäfige mit sehr begrenzter Bewegungsfreiheit, die aber teilweise in architektonisch interessante Bauten eingebettet wurden. Unter heutigen Tierschutzbestimmungen wären solche Käfige unhaltbar. Vorherrschende Baustile waren im 19. Jahrhundert die Romantik (z. B. Bärenburgen) und der Exotismus (z. B. ägyptische Tempel, orientalische Moscheen). Vor allem im Zoologischen Garten Berlin sind noch einige dieser Bauten erhalten bzw. rekonstruiert worden.
Seit Beginn des 20. Jahrhunderts wurden die Außenkäfige in zahlreichen Zoos sukzessive durch gitterlose Freisichtgehege ersetzt, in denen die Tiere von den Besuchern nur noch durch Gräben getrennt waren. Diese gehen auf eine Erfindung Carl Hagenbecks zurück, der das Konzept des "Naturwissenschaftlichen Panoramas" sich 1896 patentieren ließ. Nachdem Hagenbeck temporäre Panoramenbauten in Europa und den USA zeigte, realisierte er mit dem Südland-Panorama" und dem "Eismeer-Panorama" Freisichtanlagen in seinem 1907 gegründeten Tierpark in Hamburg-Stellingen. Sein Konzept, anfänglich mit Skepsis beäugt, fand weltweit schnell Nachahmer.

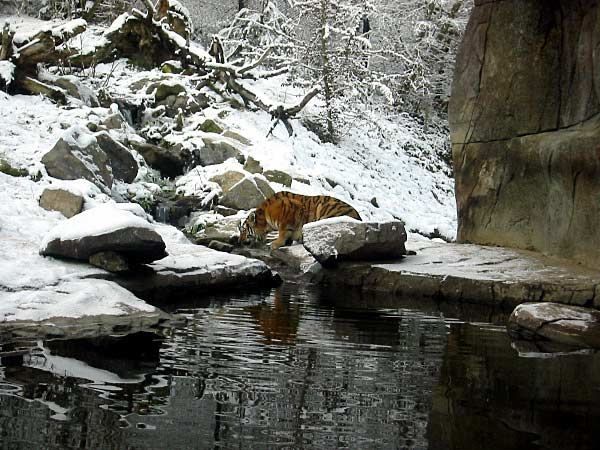
Immersionsgehege für Amurtiger im Zoo Zürich

### Vom postmodernen Funktionalismus zur Erlebnislandschaft
Mitte des 20. Jahrhunderts, vor allem in den 1960er und 1970er Jahren, herrschte wie überhaupt in der damaligen Architektur Funktionalismus vor. Zoos realisierten in dieser Phase sterile Gehege mit Sichtbeton, Kacheln und Edelstahl.
Auch im Tierpark Berlin, dessen 1963 eröffnetes Raubtierhaus unter Denkmalschutz steht und das seinerzeit das größte Raubtierhaus der Welt war, gab es nur geringe Möglichkeiten zum Ausbau der zum Haus gehörenden Außenanlagen: Die alten Käfigreihen an den Flügeln des Hauses durften zwar vergrößert werden, die exakte Anzahl und Ausrichtung musste aber erhalten bleiben, um den architektonischen Charakter des Hauses zu wahren.
Ab den 1980er Jahren entstanden in den Zoos von Seattle und Tucson die so genannten Immersionsgehege, bei denen der Besucher tatsächlich oder scheinbar den natürlichen Lebensraum der Tiere betritt. In Deutschland ist ein frühes wegweisendes Beispiel das 1985 eröffnete Urwaldhaus im Kölner Zoo oder das 1975 eröffnete und 2020 abgebrannte Affentropenhaus des Krefelder Zoos. Das Tier ist damit kein reines Ausstellungsobjekt mehr, sondern bewohnt ein (festes) Territorium und kann in diesem gemäß seiner natürlichen Verhaltensweisen leben.
Manche Immersionsgehege erinnern an die Erlebnisarchitektur von Freizeitparks. Der Erlebniswert für die Zoobesucher ist oft schwierig mit den Bedürfnissen der Tiere in Übereinstimmung zu bringen. Für die meisten Tierarten ist es nämlich von Bedeutung, sich jederzeit in ein Versteck zurückziehen zu können. Es ist eine komplexe Aufgabe, den Tieren ein Sicherheitsgefühl zu vermitteln, während sie zugleich von den Besuchern beobachtet werden.
In den meisten historisch gewachsenen Zoos findet man mehrere dieser Stile nebeneinander, wie zum Beispiel im Tiergarten Schönbrunn in Wien, welcher der älteste Zoo Europas ist.

## Bedeutende Realisierungen

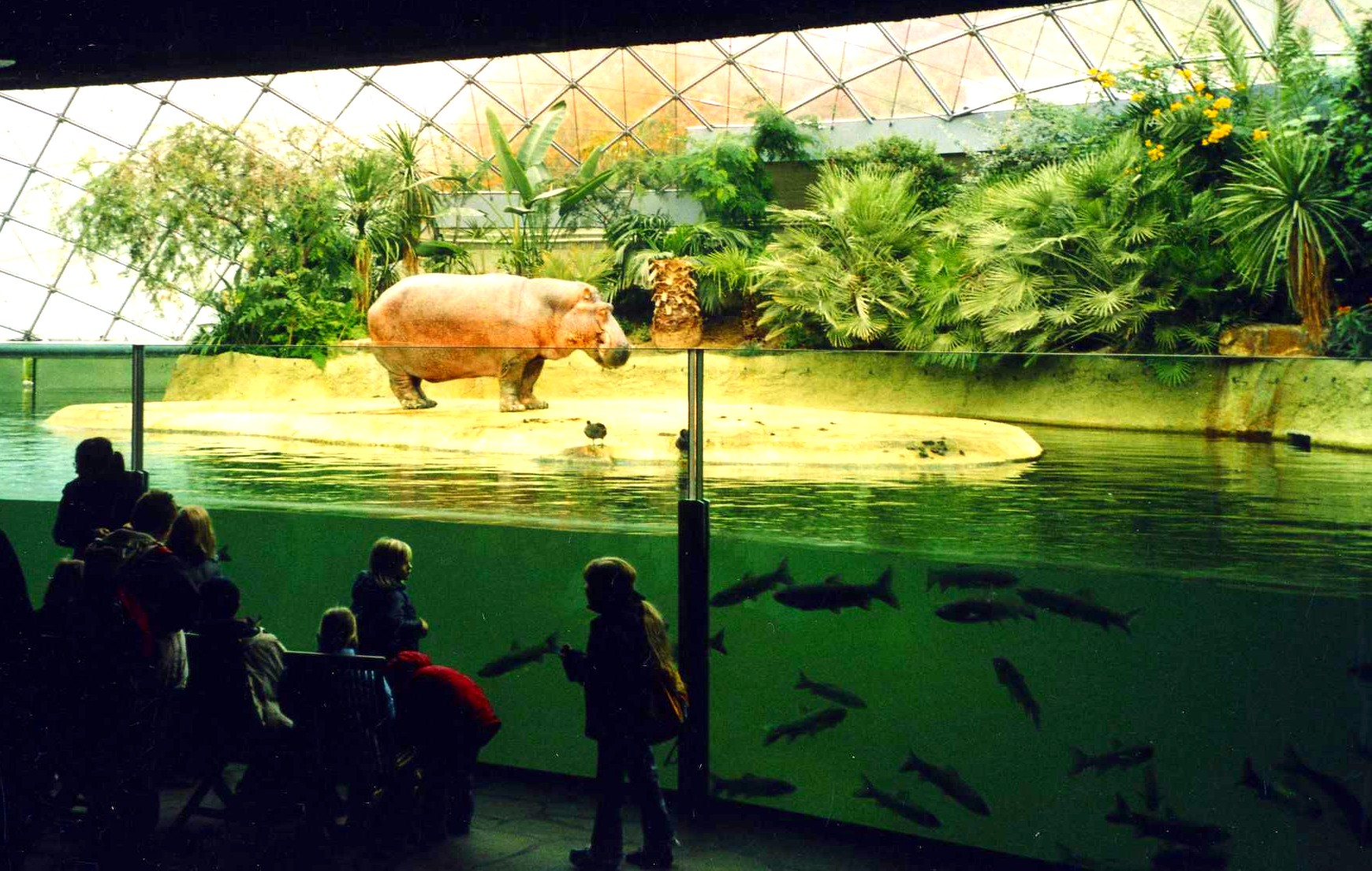
Flusspferdhaus im Zoologischen Garten Berlin

### Flusspferdhaus Berlin
Im Zoologischen Garten Berlin wurde 1997 ein bemerkenswerter Neubau für Flusspferde fertiggestellt. Zwei Glaskuppeln unterschiedlicher Größe wölben sich über naturnahe Wasserlandschaften, die Flusspferde und Zwergflusspferde beherbergen. Das zentrale Gehege für Flusspferde besteht im Grunde aus einem großen naturnahen Wasserbecken und einer Landinsel in dessen Mitte. Der Besucherraum ist so angeordnet, dass man die amphibisch lebenden Tiere auf gleicher Höhe, ähnlich einem Aquarium, durch Panzerglas unter Wasser beobachten kann. Über Schleusen ist das Innenbecken mit einem Außenbecken verbunden, so dass es den Tieren im Sommer möglich ist, selbständig vom Außen- ins Innenbecken zu wechseln. Ein kompliziertes Filtersystem und eine Schilfkläranlage sorgen für klare Sicht auf die sich unter Wasser bewegenden Flusspferde. Entworfen wurde dieser Bau vom Büro des Münchner Architekten und Landschaftsarchitekten Jörg Gribl, der zuvor zahlreiche Bauten im Münchner Tierpark Hellabrunn entworfen und realisiert hatte.

### Menschenaffenanlage Leipzig

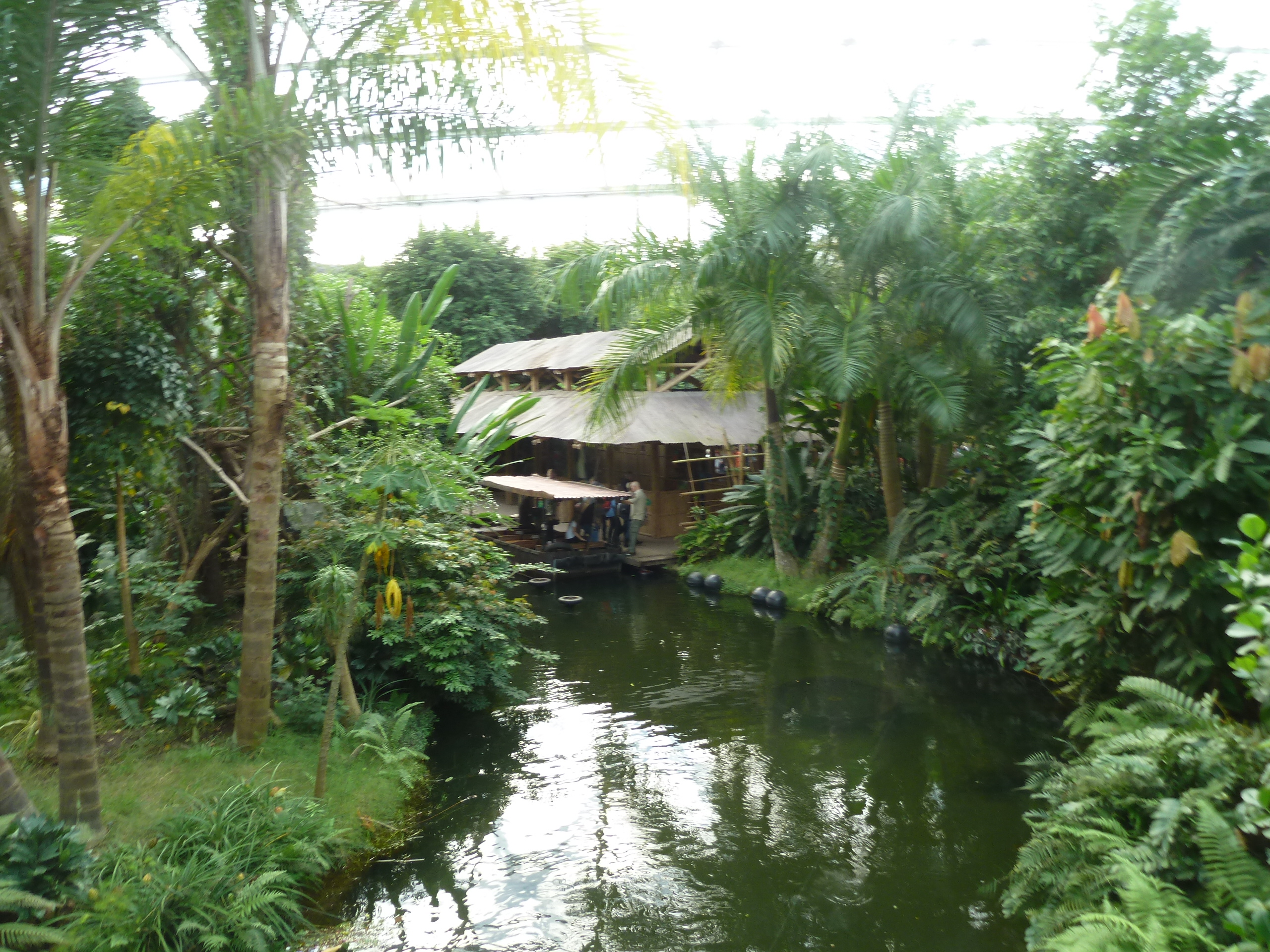
Fluss im Gondwanaland

Im Zuge des mit einem nahezu vollständigen Umbau verbundenen Konzepts „Zoo der Zukunft“ verwirklichte der Zoo Leipzig in Zusammenarbeit mit der Max-Planck-Gesellschaft – die den Neubau zu einem Großteil auch finanzierte – in den Jahren 1999 bis 2001 eine neue Anlage für Menschenaffen, die vom Zoo-Marketing „Pongoland“ getauft wurde. Hier haben Gorillas, Schimpansen, Bonobos und Orang-Utans ihr Zuhause, auf insgesamt 30.000 m², bislang die weltweit größte Menschenaffenanlage. Trotz einiger Elemente, die an die Architektur von Freizeitparks erinnert, ist diese Menschenaffenanlage sowohl unter Kriterien der Tierhaltung als auch der Architektur vorbildlich. Den Tiergruppen wird ausreichend Bewegungsraum zur Verfügung gestellt. Die Trennung zwischen Tieren und Besuchern hat man weitestgehend ohne Glas und störende Gitter, sondern durch Höhenunterschiede und unüberwindliche (kaschierte) Wände gelöst. Architektonisch interessant ist auch die Dachkonstruktion. Genutzt wird die Anlage vom Wolfgang-Köhler-Primaten-Forschungszentrum, das dort Verhalten und Kognition der Menschenaffen erforscht.

### Tropenhalle „Gondwanaland“ Leipzig

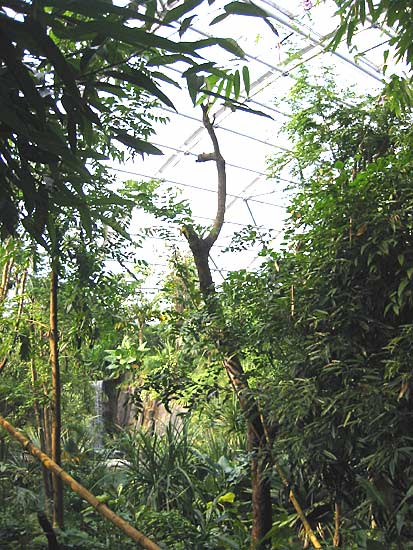
Masoala-Halle im Zoo Zürich

Ebenfalls im Rahmen des Konzepts „Zoo der Zukunft“ wurde 2011 im Zoo Leipzig eine gigantische Tropenhalle eröffnet. Dieses so genannte Gondwanaland entstand auf einem Baufeld von 2,7 Hektar, wovon die Tropenhalle 1,65 Hektar einnimmt, und kostete 65 Millionen Euro. Die Anforderungen an alle technischen Gewerke und deren Vernetzung zu einem sinnvollen Ganzen waren extrem vielschichtig und aufwendig. Gondwanaland ist die erste Tropenhalle, in der man unter anderem auch Großtiere in einem künstlichen tropischen Komplex zur Schau stellt. Das ganze Jahr über herrscht eine in etwa gleiche Temperatur und Luftfeuchtigkeit, damit Pflanzen und Tiere keinen Schaden nehmen. Dies bedeutet, im Sommer eventuell durch Lufttausch zu kühlen und im Winter zu heizen, was bei einer 16.500 Quadratmeter großen Halle entsprechend leistungsfähige technische Aggregate erfordert. Der Einsatz von energiesparender Technik in Kombination mit regenerativer Energiegewinnung (z. B. Geothermie und solare Wassererwärmung) ist Bestandteil der hochkomplexen Haustechnik.

### Masoala Regenwald Zoo Zürich
Der Spatenstich für die Masoala-Halle im Zürcher Zoo, eine europaweit einzigartige Ökosystemhalle, fand im Jahr 2001 statt. 2003 wurde sie nach zweieinhalbjähriger Bauzeit eröffnet.
Mit Kosten von 52 Millionen Franken, die zum großen Teil durch private Spenden finanziert wurden, ist diese Regenwaldhalle nach dem Kaeng Krachan Elefantenpark das größte Projekt, das der Zürcher Zoo bisher verwirklicht hat. Sie gehört zu den Hauptattraktionen des Parks und sorgte dafür, dass die Besucherzahlen im Eröffnungsjahr auf ca. 1,5 Millionen anstiegen.
Die über 500 Pflanzenarten, die zu 80 % aus Madagaskar stammen, entwickeln sich dank eines lichtdurchlässigen Daches aus einer Spezialfolie und spezieller Haustechnik auch in Mitteleuropa erfreulich gut. Die rund 40 Wirbeltierarten, unter anderem Lemuren (Roter Vari, Rotstirnmaki, Goodman-Mausmaki), Flughunde, Chamäleons, Aldabra-Riesenschildkröten, Geckos, Schildechsen, Tomatenfrösche, Vögel (vor allem Wasservögel) und die über 50 Insekten- und Spinnenarten können sich in der Halle mit einer Fläche von gut einem Hektar frei bewegen. So sind außer den Terrarien und dem Aquarium im Besucherzentrum keine Gehege vorhanden. Damit die Tiere aber dennoch nicht gestört werden und zum Schutz der Pflanzen, müssen die Besucher auf den Wegen bleiben. Das Berühren der Pflanzen (mehr als 20.000 Stück aus 92 Familien) ist verboten. Mitglieder des Freiwilligen-Teams des Zoo Zürichs achten vor Ort auf die Einhaltung dieser Regeln. Rasches Wachstum der Pflanzen und reger Nachwuchs bei den Tieren, sowie das stabile Artengleichgewicht, zeugen von einer wie gewünschten Funktionsweise des künstlichen Ökosystems. Dafür sorgt, neben der stetigen Überwachung des biologischen Gleichgewichts und dessen Kontrolle durch das Einbringen von Nützlingen, auch eine sehr aufwendige und ausgeklügelte Technik, die unter anderem eine Beregnung des künstlichen Regenwaldes ermöglicht. Der Halle angegliedert ist ein Informationszentrum, das über Madagaskar, Masoala, die Zerstörung des Regenwaldes und die Bedeutung des Tropischen Regenwaldes berichtet. Ein Terrarium zeigt Echsen, die in der Halle teilweise nicht leicht zu entdecken sind, ein anderes Madagaskar-Hundskopfboas. Ein großes Aquarium bildet ein Stück Korallenriff vor Masoala ab. Mit 2 % der Einnahmen des Zoo-Restaurants und den im Informationszentrum gesammelten Spenden unterstützt der Zoo Zürich Naturschutz-Projekte im Masoala-Nationalpark.

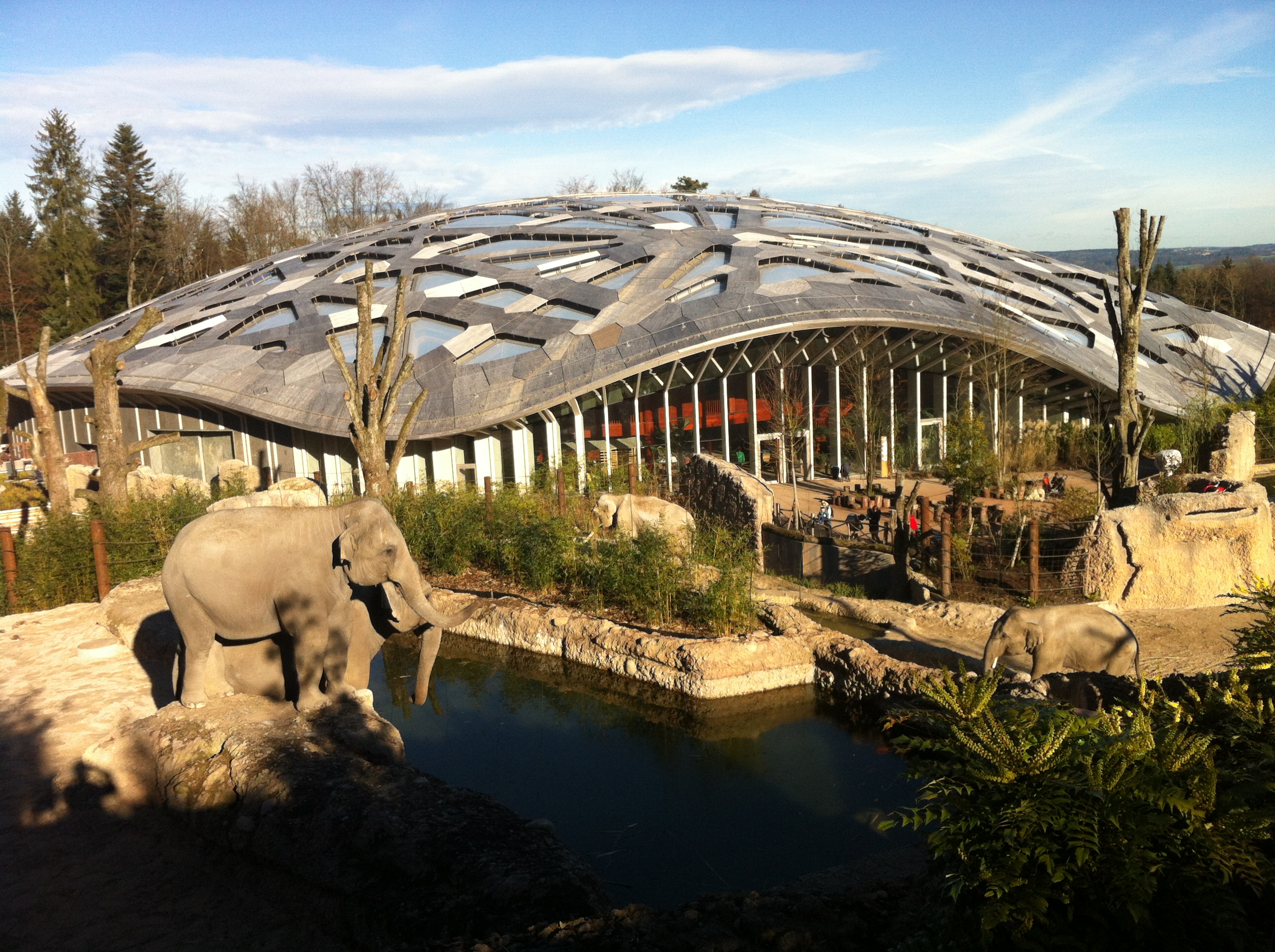
Das neue Elefantenhaus mit Außenanlage nach der Eröffnung 2014

### Kaeng Krachan Elefantenpark
Ein architektonisch besonders wertvolles Projekt ist auch der Kaeng Krachan Elefantenpark des Zoos Zürich, welcher 2014 eröffnet wurde und mit 57 Millionen Schweizer Franken das teuerste realisierte Projekt des Zoos ist. Er beherbergt neben den Asiatischen Elefanten Asiatische Riesenskorpione, Balistare, Chinesische Zacken-Erdschildkröten, Hirschziegenantilopen, Kleinkantschile und Straußwachteln und ist aufzuteilen in einen Bullenstall und eine Gemeinschaftsanlage für die Elefantenkühe mit Nachwuchs. Der Kontakt zu den Elefanten wird durch Gitter geschützt durchgeführt, sodass der Mensch ein Außenstehender und kein Teil der Herde mehr ist. Sowohl Innen- als auch Außengehege sind gemäß den modernsten Kenntnissen errichtet und ermöglichen durch unterschiedliche Gestaltung sowohl Beobachtungsmöglichkeiten als auch Rückzugsraum. Die architektonisch bemerkenswerte Kuppel besteht zum größten Teil aus Holz, ist von weither sichtbar und bildet zusammen mit der Masoala-Tropenhalle eines der Markenzeichen des Zoos.

### Elefantenpark Köln

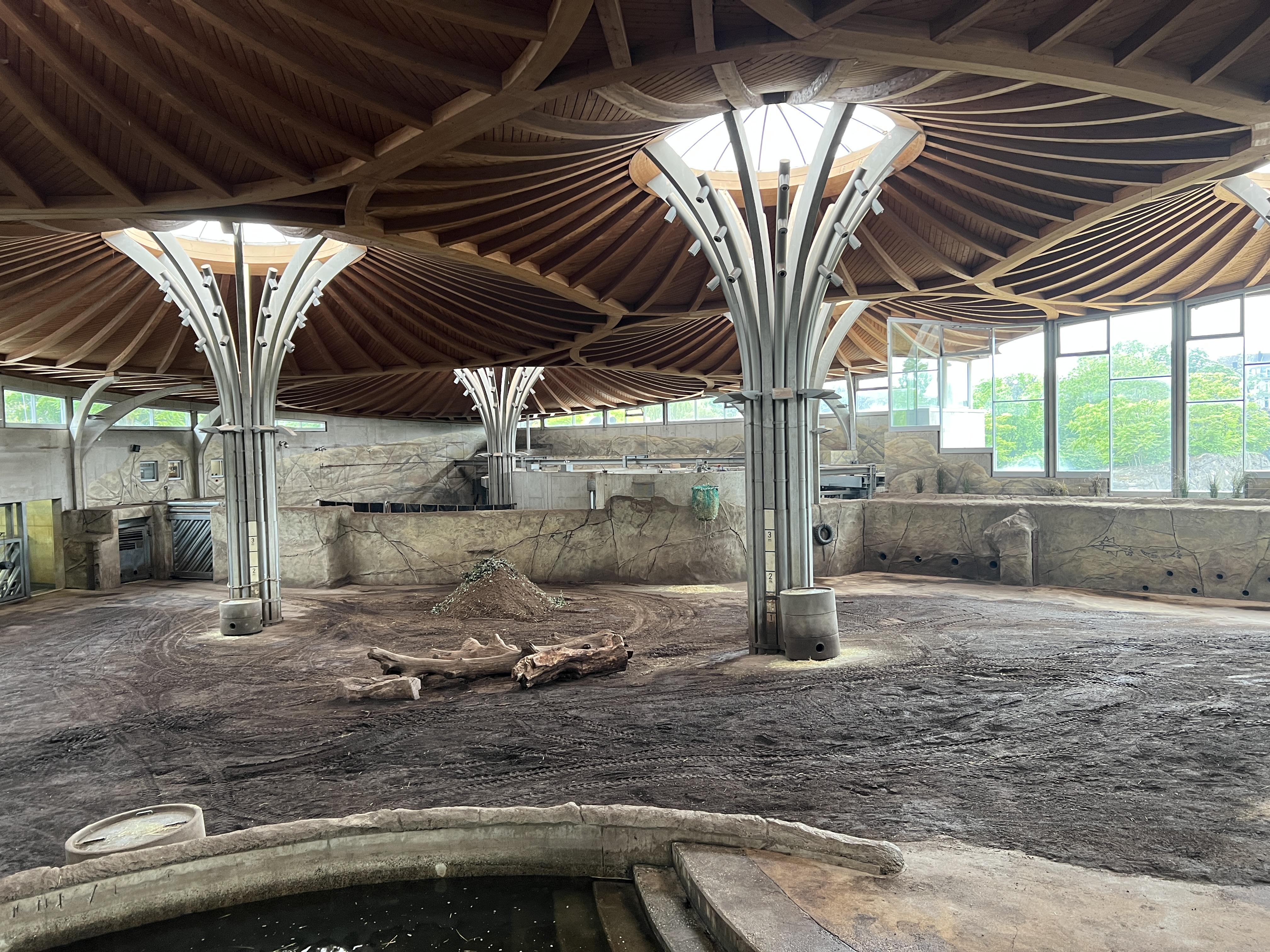
Elefantenpark Köln

Eine Aufsehen erregende Realisierung der zeitgenössischen Zooarchitektur ist der 2004 eröffnete Elefantenpark im Zoologischen Garten Köln. Auf der Fläche des ehemaligen großen Weihers im Zentrum des Zoos entstand ein etwa 2 Hektar großes Gehege für Asiatische Elefanten. Die Anlage berücksichtigt die neuesten Erkenntnisse der Elefantenhaltung und ist so errichtet worden, dass auch eine Bullenhaltung möglich ist. Da alle großen Tore elektronisch gesteuert sind, muss der Tierpfleger nicht in direkten Kontakt mit den zu pflegenden Tieren treten.
Der Bau hat insgesamt rund 15 Millionen Euro gekostet. Verbaut wurden dabei in zwei Jahren mehr als 7000 m³ Beton und 1000 t Stahl. Gestaltet wurde der Park vom Architekturbüro Oxen+Römer aus Hürth.
Im Innengehege wurde ein vorhandener Trümmerberg mit in die Planung einbezogen, so dass es sich teilweise in Hanglage befindet. Überspannt wird es dabei von einem rund 3000 m² großen begrünten Holzdach. Durch Öffnungen in der Decke und in den Wänden gelangt zudem Tageslicht in den Innenbereich. Dieser Teil besitzt zum Wohl der Elefanten eine Bodenheizung. Im Außenbereich werden die Besucher durch Wasserbecken und künstliche Felsen von den Tieren getrennt. Um die Gelenke der Elefanten zu schonen, wurde echter Sand aus der Sahara importiert.
Im Verbindungsbereich zwischen den beiden Gehegen befindet sich eine Beobachtungsbox, die auch für kleinere Behandlungen ausgelegt ist. Zudem können die Tiere beim Durchschreiten dieses Bereiches automatisch gewogen werden. In der Anlage sind insgesamt 45 Kameras für die Beobachtung angebracht, welche in der Nacht wegen der Dunkelheit im Infrarotbereich betrieben werden. Damit die Pfleger möglichst selten die Elefanten stören, erfolgt die Fütterung automatisch mittels einer Zeitschaltuhr.

### Neues Menschenaffenhaus der Wilhelma
Aufgrund vehementer Kritik diverser Tierschutzorganisationen beschloss die Wilhelma Stuttgart, eine neue, artgerechtere Anlage zu errichten, die den modernen Standards entspricht. Im Jahre 2013 wurde deshalb auf dem Gelände des alten Anoa-Gehege ein neues Gebäude eröffnet, welches Bonobos, Westlichen Flachland-Gorillas und seit 2022 Totenkopfäffchen ein Zuhause bietet. Bemerkenswert ist neben den mit echten Steinen ausgekleideten Außenanlagen, ein Gerät, das einem Karussell ähnelt und eine ähnliche Funktion erfüllt. Vergleichbare Geräte existierten auch schon im alten Menschenaffenhaus. Diese und andere Errungenschaften werden nur durch einen Gorillakindergarten überboten, in dem verwaiste Jungtiere bis 2016 aufgezogen wurden. Aufgrund mangelnden Bedarfs wurde das Gehege bepflanzt und beherbergt nun Totenkopfäffchen. Besondere Eigenschaften des Gebäudes sind eine architektonisch besonders wertvolle Pfeilerkonstruktion sowie ein üppig bepflanztes Dach, das außerdem teils den Bonobos zur Verfügung gestellt wurde. Aufgrund diverser Baufehler musste 2016 eine Teilsanierung des Bodens im Gorillagehege erfolgen. Durch ein ähnliches Problem, jedoch bei der Lüftung, starben kurz nach der Eröffnung zwei Bonobo-Jungtiere. Deshalb stieß auch dieses Bauwerk vorübergehend auf Kritik, wenngleich diese schnell wieder abklang.

## Weitere Entwicklungen
Auf der einen Seite werden immer größere Anlagen entwickelt, auf der anderen Seite sind es innovative Ideen, die Tierhaltungen auch zukünftig für Besucher interessant machen und Tieren möglichst artgemäße Lebensräume zur Verfügung stellen sollen.

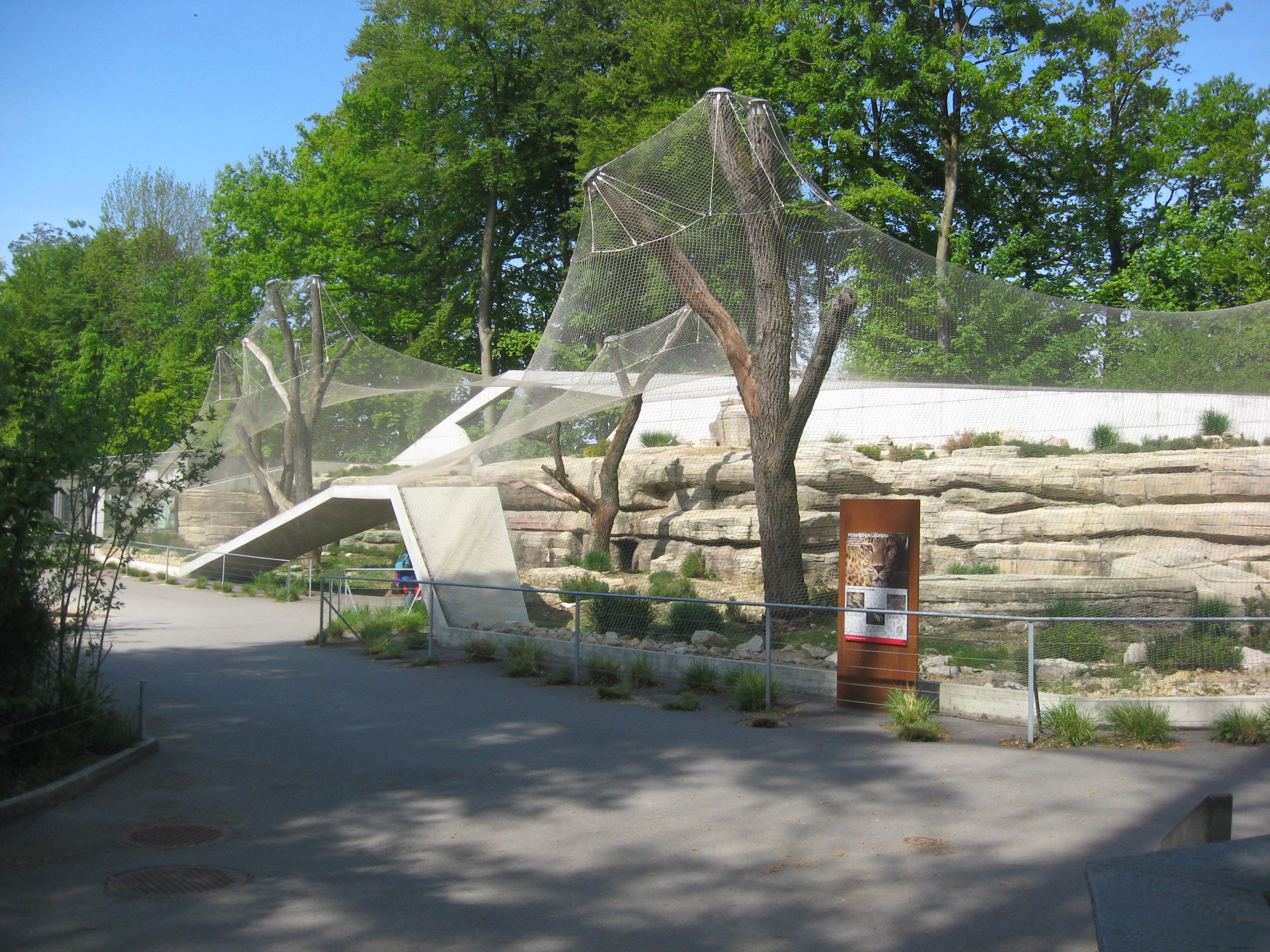
Die moderne Leopardenanlage in Bern

Architektonisch bemerkenswerte Projekte verwirklichte unter anderem der Berner Zoo. Im Gehege für den Persischen Leoparden bezieht erstmals ein das Gehege überspannendes Netz auch stehende Bäume mit ein. Zudem werden die Leoparden gemeinsam mit Tauben gehalten, die von den Raubkatzen zur Verhaltensbereicherung erjagt werden können. Dieses Konzept stammt aus dem Burgers’ Zoo in Arnheim und wurde in vielen weiteren Zoos übernommen.

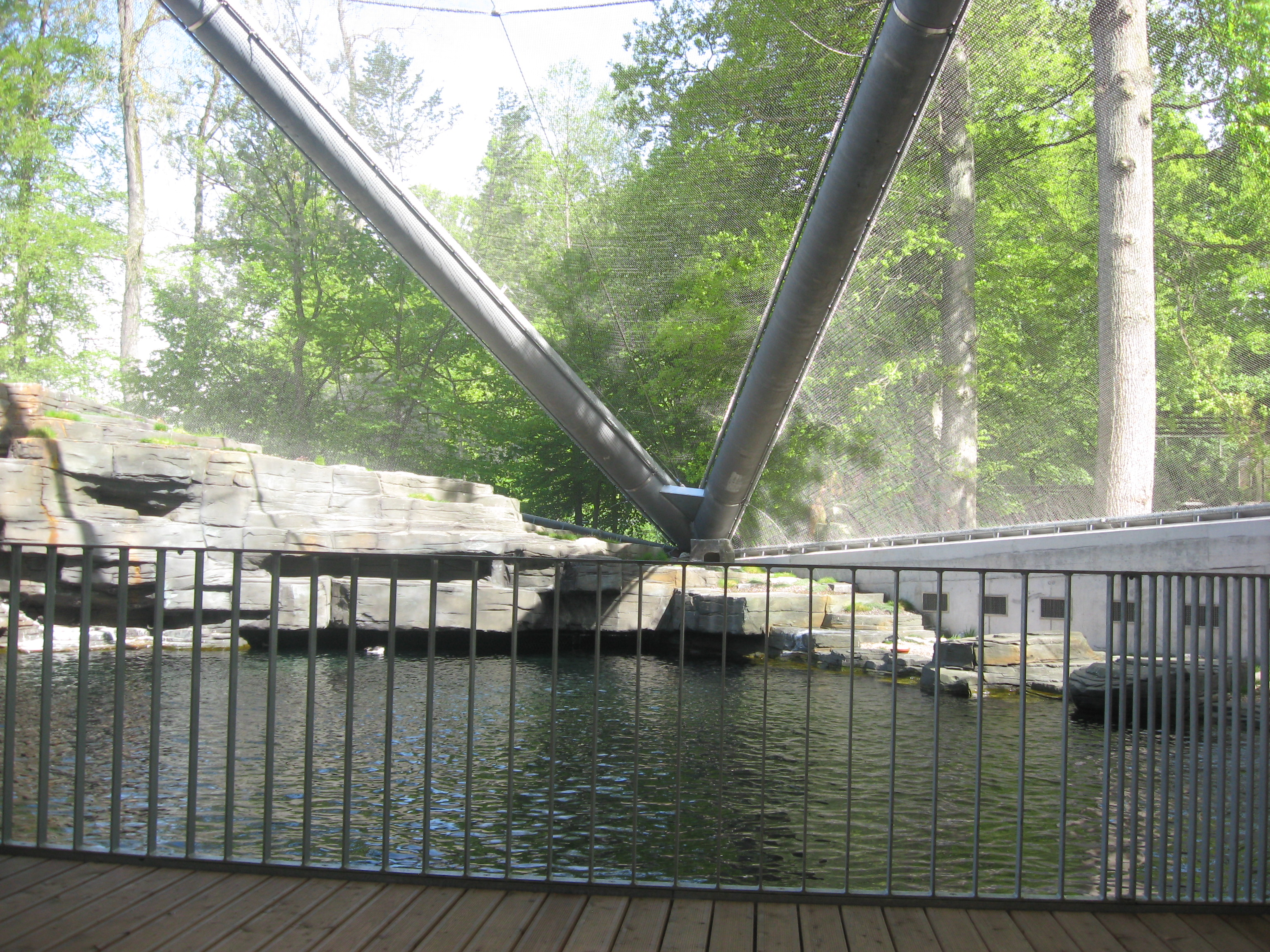
Papageitaucheranlage in Bern (eröffnet 2009)

Ein anderes Beispiel im selbigen ist die Anlage für Papageitaucher, die wie ein isländischer Fjord gestaltet ist. Wellen und Wind werden hier künstlich erzeugt. Die Besucher blicken in eine Landschaft aus Steilküste, offener Wasserfläche und bewachsenem Brutgrund. Zwei Meter hohe Scheiben geben einen Einblick in die Unterwasser-Jagd der Papageitaucher. Eine ältere Anlage in Torquay in Devon (England) war bis zur Schließung des Parks größer, jedoch weniger innovativ.

## Institut für Zooarchitektur
An der Hochschule Anhalt in Dessau wurde 2020 ein Institut für Zooarchitektur gegründet, welches in den Fachbereich Architektur, Facility Management und Geoinformation integriert ist.